# 广运 (西梁)
广运（586年正月—587年九月）是西梁政權梁後主萧琮的年号，共计年餘。

## 纪年
| 广运 | 元年  | 二年  |
| ---- | ----- | ----- |
| 公元 | 586年 | 587年 |
| 干支 | 丙戌  | 丁亥  |

## 参看
- 中国年号索引
  - 其他使用广运年號的政權
- 同期存在的其他政权年号
  - 至德（583年正月—586年十二月）：南朝陈政權陳後主陈叔宝的年号
  - 禎明（587年正月—589年正月）：南朝陈政權陳後主陈叔宝的年号
  - 开皇（581年二月—600年十二月）：隋朝政权隋文帝杨坚年号
  - 延昌（561年—601年）：高昌政权麴乾固年号
  - 建福（584年—634年）：新羅真平王之年號